# 辰衝書店
辰衝書店（スウィンドン・ブック、Swindon Book Co., Ltd）は香港の英文書店。1918年創業。
九竜の尖沙咀楽道に本店を置き、主に英文の書籍や文具の販売、取り寄せ、著者のサイン会などを行っている。特に英文の大学教科書や専門書などが充実しており、中国語書籍は香港および中国関連や一部のベストセラー、地図などに限られている。
系列会社である香港図書文具有限公司（Hong Kong Book Centre Ltd.）と別發洋行（Kelly & Walsh Ltd.）により４つの支店が運営されている。このほか香港大学や香港中文大学内の書店も運営しているが、こちらでは学生のニーズや大学出版物の販売を行うなどの事情から、他の支店と比較して中国語の書籍も比較的多く取り扱われている。

## 場所
- 本店：尖沙咀楽道13-15号地下
- 支店：尖沙咀海港城海洋中心370室　ほか